# Aureil
Aureil est une commune française située dans le département de la Haute-Vienne en région Nouvelle-Aquitaine.
Ses habitants sont appelés les Aurétois.

## Géographie

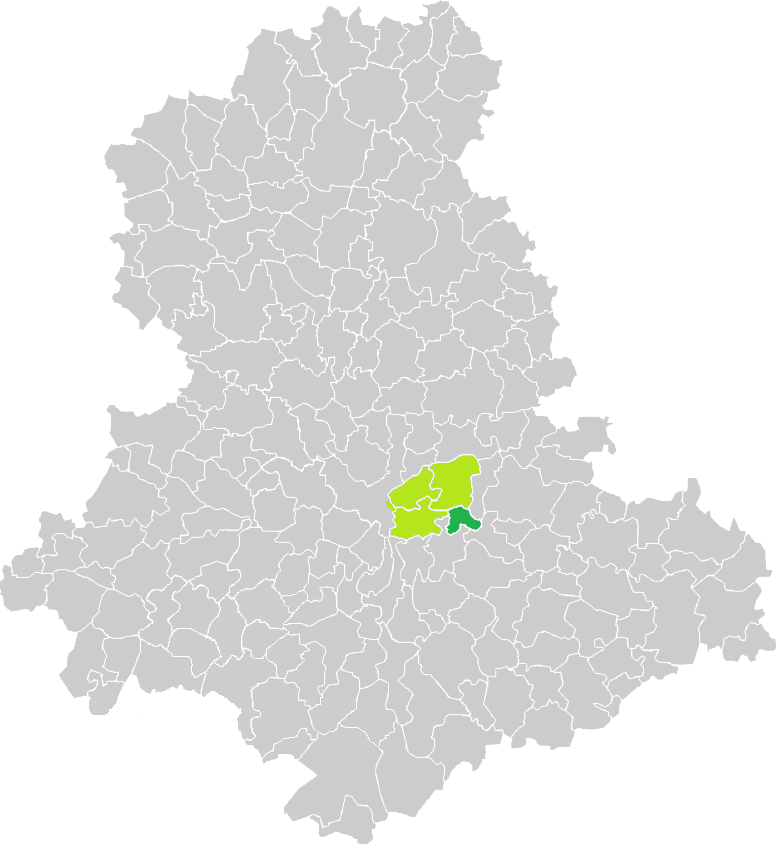
Situation de la commune d'Aureil en Haute-Vienne.

### Situation
Aureil est située à 8 km au sud-est de Limoges, et 4 km de Feytiat.

### Communes limitrophes
Les communes limitrophes sont Saint-Just-le-Martel, Eyjeaux, Feytiat, La Geneytouse et Royères.
|         | Saint-Just-le-Martel | Royères       |
| Feytiat | Aureil               | La Geneytouse |
|         | Eyjeaux              |               |

### Climat
Pour des articles plus généraux, voir Climat de la Nouvelle-Aquitaine et Climat de la Haute-Vienne.
Historiquement, la commune est exposée à un climat océanique limousin.  
En 2020, Météo-France publie une typologie des climats de la France métropolitaine dans laquelle la commune est dans une zone de transition entre le climat océanique altéré et le climat de montagne et est dans la région climatique Ouest et nord-ouest du Massif Central, caractérisée par une pluviométrie annuelle de 900 à 1 500 mm, maximale en automne et en hiver.
Pour la période 1971-2000, la température annuelle moyenne est de 11 °C, avec une amplitude thermique annuelle de 14,8 °C. Le cumul annuel moyen de précipitations est de 1 075 mm, avec 13,4 jours de précipitations en janvier et 7,9 jours en juillet. Pour la période 1991-2020, la température moyenne annuelle observée sur la station météorologique la plus proche, située sur la commune de Limoges à 12,1 km à vol d'oiseau, est de 11,8 °C et le cumul annuel moyen de précipitations est de 1 018,0 mm,. Pour l'avenir, les paramètres climatiques de la commune estimés pour 2050 selon différents scénarios d’émission de gaz à effet de serre sont consultables sur un site dédié publié par Météo-France en novembre 2022.

## Urbanisme

### Typologie
Au 1er janvier 2024, Aureil est catégorisée commune rurale à habitat dispersé, selon la nouvelle grille communale de densité à sept niveaux définie par l'Insee en 2022.
Elle est située hors unité urbaine. Par ailleurs la commune fait partie de l'aire d'attraction de Limoges, dont elle est une commune de la couronne,. Cette aire, qui regroupe 127 communes, est catégorisée dans les aires de 200 000 à moins de 700 000 habitants,.

### Occupation des sols
L'occupation des sols de la commune, telle qu'elle ressort de la base de données européenne d’occupation biophysique des sols Corine Land Cover (CLC), est marquée par l'importance des territoires agricoles (67 % en 2018), en diminution par rapport à 1990 (70,1 %). La répartition détaillée en 2018 est la suivante : 
prairies (34,8 %), zones agricoles hétérogènes (32,2 %), forêts (30,2 %), zones urbanisées (2,8 %). L'évolution de l’occupation des sols de la commune et de ses infrastructures peut être observée sur les différentes représentations cartographiques du territoire : la carte de Cassini (XVIIIe siècle), la carte d'état-major (1820-1866) et les cartes ou photos aériennes de l'IGN pour la période actuelle (1950 à aujourd'hui).

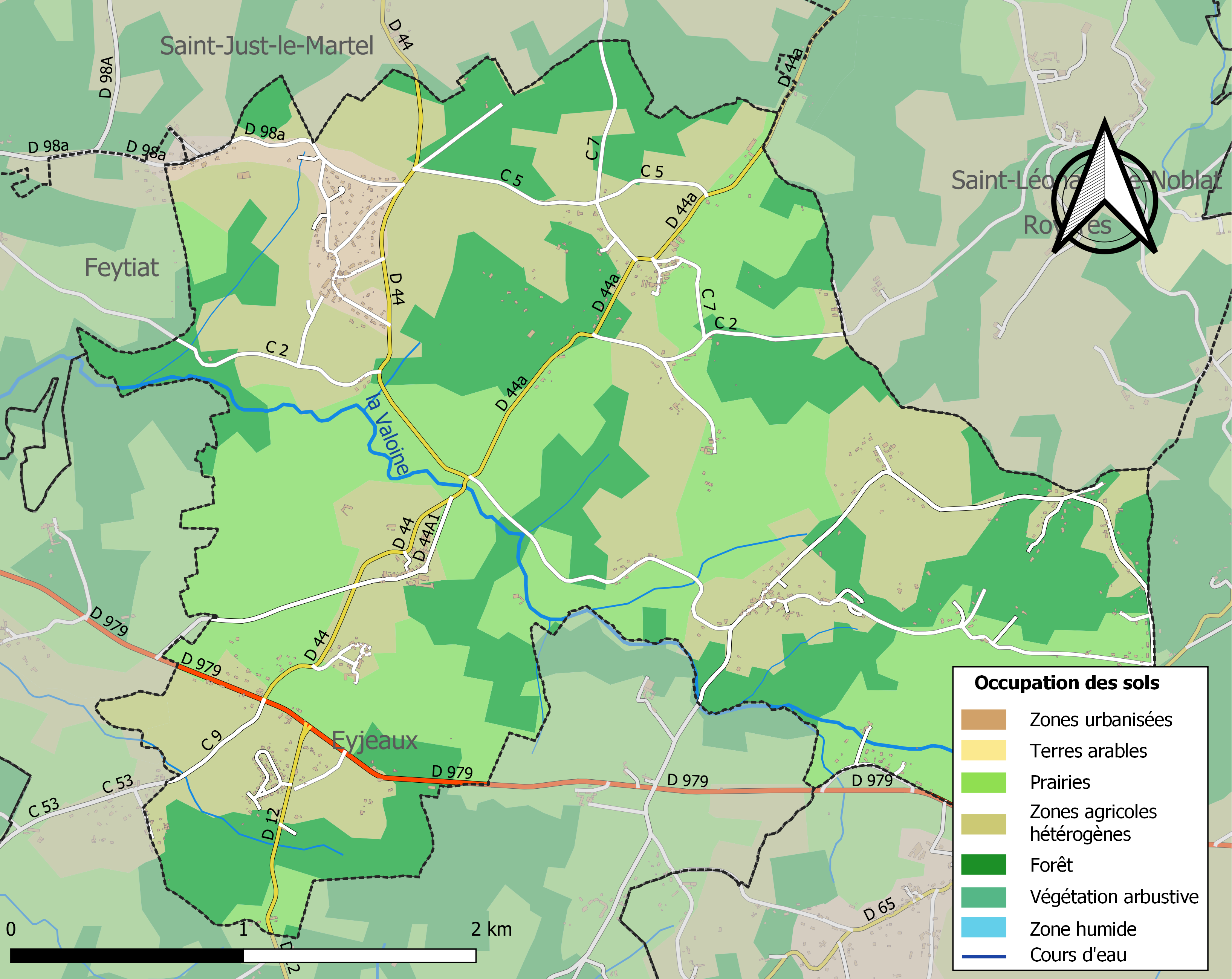
Carte des infrastructures et de l'occupation des sols de la commune en 2018 (CLC).

### Risques majeurs
Le territoire de la commune d'Aureil est vulnérable à différents aléas naturels : météorologiques (tempête, orage, neige, grand froid, canicule ou sécheresse) et séisme (sismicité faible). Il est également exposé à un risque particulier : le risque de radon. Un site publié par le BRGM permet d'évaluer simplement et rapidement les risques d'un bien localisé soit par son adresse soit par le numéro de sa parcelle.

#### Risques naturels

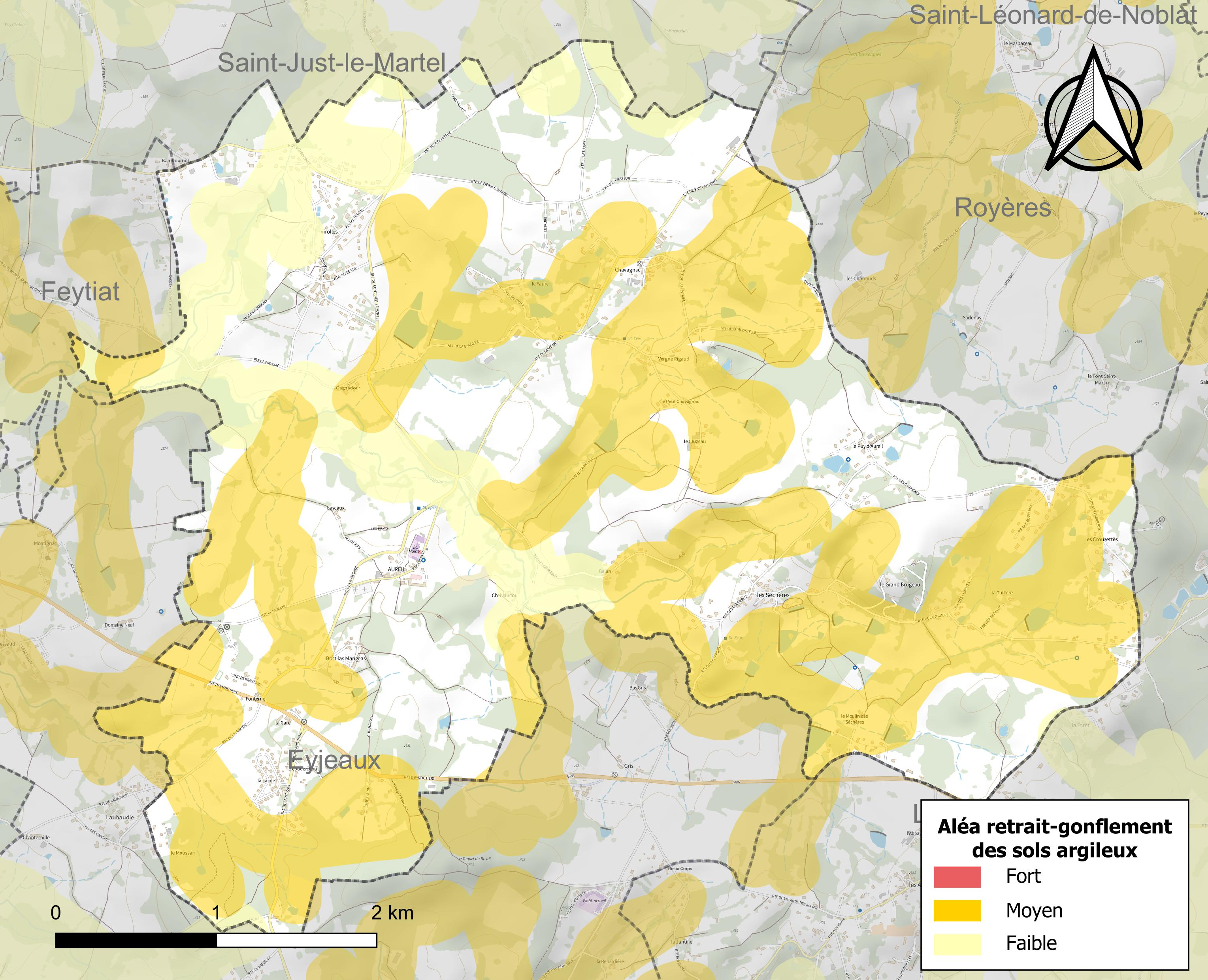
Carte des zones d'aléa retrait-gonflement des sols argileux d'Aureil.

Le retrait-gonflement des sols argileux est susceptible d'engendrer des dommages importants aux bâtiments en cas d’alternance de périodes de sécheresse et de pluie. 45,4 % de la superficie communale est en aléa moyen ou fort (27 % au niveau départemental et 48,5 % au niveau national métropolitain). Depuis le 1er octobre 2020, en application de la loi ÉLAN, différentes contraintes s'imposent aux vendeurs, maîtres d'ouvrages ou constructeurs de biens situés dans une zone classée en aléa moyen ou fort,.
La commune a été reconnue en état de catastrophe naturelle au titre des dommages causés par les inondations et coulées de boue survenues en 1982, 1993 et 1999 et par des mouvements de terrain en 1999.

#### Risque particulier
Dans plusieurs parties du territoire national, le radon, accumulé dans certains logements ou autres locaux, peut constituer une source significative d’exposition de la population aux rayonnements ionisants. Selon la classification de 2018, la commune d'Aureil est classée en zone 3, à savoir zone à potentiel radon significatif.

## Toponymie
En limousin, la langue régionale autrefois parlée localement, le nom de la commune se prononce ['oʁɛ] ("orè"). Il s'écrit Aurelh en graphie classique et Auré en graphie mistralienne.

## Histoire

### Saint-Gaucher
Aureil, dont le nom d’origine est Silvaticus (i.e la forêt) fut fondée entre 1081 et 1085 par Gaucher. Guidé par une vie ecclésiastique, Gaucher découvrit le Limousin à l’âge de 18 ans, où il fut accueilli par Humbert, chanoine de la cathédrale de Limoges.
Originaire de Meulan dans les Yvelines, Gaucher, fortement épris de solitude, est à la recherche d’un lieu de retraite.
Venu à Saint-Léonard-de-Noblat prier sur la sépulture de Léonard, et désireux de mener une vie semblable à ce dernier, il s’arrête à son retour vers Limoges dans un vallon qui porte aujourd’hui le nom du hameau de Chavagnac. Dans ce lieu, Gaucher reste trois ans. Désireux d’y construire un monastère, il ne put cependant obtenir l’autorisation des propriétaires, les moines de Saint-Augustin et les religieuses de Notre-Dame-de-la-Règle de Limoges.
Selon la légende, une colombe qui ne cessait d’importuner Gaucher en emportant toujours dans une même direction le chaume qui couvrait sa hutte, le guide alors vers un autre lieu : Silvaticus. Propriété des chanoines de l’église de Saint-Etienne de Limoges, Gaucher n’eut aucune difficulté, soutenu par son maître Humbert, pour obtenir l’autorisation d’y construire un monastère.
Entre 1081 et 1085 – la date n’est pas précise – le prieuré, dédié à saint-Jean l’Evangéliste, est installé ; les premiers disciples (dont Germond, Lambert, Faucher,…) se placent alors sous la conduite de Gaucher. Par la suite, Etienne de Muret, fondateur de l’ordre de Grandmont, sera aussi l’un de ces disciples.
Le village s'est développé non loin d'un prieuré de chanoines réguliers fondé par saint Gaucher au XIe siècle. On célèbre encore, tous les sept ans, Gaucher et son compagnon Faucher lors des Ostensions septennales.

### Ressources
On a découvert à Aureil une mine d'or datant de l'époque gallo-romaine, ce qui pourrait expliquer le nom de la commune qui pourrait alors venir du latin aurum, « or »[réf. nécessaire].

## Politique et administration

### Liste des maires
| Période                                  | Période   | Identité        | Étiquette | Qualité |
| ---------------------------------------- | --------- | --------------- | --------- | ------- |
| Les données manquantes sont à compléter. |           |                 |           |         |
| avant 1978                               | ?         | Jean Praneuf    | PS        |         |
|                                          |           |                 |           |         |
| mars 1989                                | mars 2014 | Daniel Demarty  | PS        |         |
| mars 2014                                | En cours  | Bernard Thalamy | PS        |         |

## Population et société

### Démographie
L'évolution du nombre d'habitants est connue à travers les recensements de la population effectués dans la commune depuis 1793. Pour les communes de moins de 10 000 habitants, une enquête de recensement portant sur toute la population est réalisée tous les cinq ans, les populations de référence des années intermédiaires étant quant à elles estimées par interpolation ou extrapolation. Pour la commune, le premier recensement exhaustif entrant dans le cadre du nouveau dispositif a été réalisé en 2004.

En 2022, la commune comptait 1 033 habitants, en évolution de +3,09 % par rapport à 2016 (Haute-Vienne : −0,68 %, France hors Mayotte : +2,11 %).
| 1793 | 1800 | 1806 | 1821 | 1831 | 1836 | 1841 | 1846 | 1851 |
| ---- | ---- | ---- | ---- | ---- | ---- | ---- | ---- | ---- |
| 368  | 361  | 376  | 415  | 394  | 410  | 421  | 402  | 432  |

| 1856 | 1861 | 1866 | 1872 | 1876 | 1881 | 1886 | 1891 | 1896 |
| ---- | ---- | ---- | ---- | ---- | ---- | ---- | ---- | ---- |
| 445  | 391  | 417  | 447  | 526  | 509  | 526  | 519  | 510  |

| 1901 | 1906 | 1911 | 1921 | 1926 | 1931 | 1936 | 1946 | 1954 |
| ---- | ---- | ---- | ---- | ---- | ---- | ---- | ---- | ---- |
| 503  | 552  | 562  | 506  | 487  | 467  | 453  | 427  | 412  |

| 1962 | 1968 | 1975 | 1982 | 1990 | 1999 | 2004 | 2006 | 2009 |
| ---- | ---- | ---- | ---- | ---- | ---- | ---- | ---- | ---- |
| 360  | 317  | 465  | 597  | 707  | 777  | 809  | 823  | 902  |

| 2014 | 2019  | 2022  | - | - | - | - | - | - |
| ---- | ----- | ----- | - | - | - | - | - | - |
| 985  | 1 008 | 1 033 | - | - | - | - | - | - |

## Culture locale et patrimoine

### Lieux et monuments
- Ancien prieuré et église paroissiale Saint-Jean-l'Evangéliste[27].
- Au lieu-dit Bost-las-Mongeas, à 500 m au sud du village, s'élève un deuxième monastère, dont la partie la plus ancienne date du XIe siècle ; aujourd'hui propriété privée.

Elle conserve un beau portail de style gothique limousin[réf. nécessaire].

### Personnalités liées à la commune
- Jean-Marc Chatard (mort en 2024) est né à Aureil où il habitait. Surnommé « l'homme en bleu », on l'a vu circuler à vélo à Limoges et dans les environs durant des décennies[28],[29].
- Fabrice Garcia-Carpintero (1980-), éditeur, écrivain et réalisateur, y a passé son enfance.
- René Pénicaud (1843-1899), homme politique français, y est décédé.
- Saint Gaucher (vers 1060-1140), ermite, fondateur du prieuré des chanoines réguliers d'Aureil.

### Héraldique
| Blason de Aureil | Blason  | Tranché : au premier d'azur à la colombe d'argent tenant un épi de blé d'or, au second de gueules à la main bénissante appaumée de carnation. |
| Blason de Aureil | Détails | |